# Popovo polje
Popovo polje se nalazi pored Trebinja, u Istočnoj Hercegovini. Zauzima površinu od 45,9 km² i pruža se na dužini od 31 km, a široko je 1,5 kilometara. Predstavlja jednu od najplodnijih podloga u jugoistočnom dijelu Evrope. U potpunosti je okruženo planinama — Vjetrenik, Gradina, Čavaška gradina, Mala gradina, Vranjak i Bjelasnica sa sjevera i sjeveroistoka, a Veliki Lisac, Rujnica i Oblo brdo sa juga i jugozapada. Polje je ispunjeno ponorima, a dolinom teče i rijeka Trebišnjica. Na obodu se nalazi i pećina Vjetrenica. Klima Popova polja je sredozemna sa žarkim i suvim ljetima.
U tom okruženju nalazi se veliki broj sela, a ona su uz put Trebinje-Ljubinje, redom: Tulje, Mrkonjići, Drijenjani, Dračevo, Dubljani, Veličani, Galičići, Strujići i Do, a sa druge strane odnosno uz put kojim je nekada išao voz nalaze se: Poljice, Sedlari, Grmljani, Mareva Ljut, Zavala, Dvrsnica i Čvaljina.

## Istorija
U Drugom svjetskom ratu, 23. juna 1941. godine, ustaše su u Veličanima uhapsile 42 Srbina, odrasla muškarca iz tog sela. U selu Dubljani uhapsili su 18 Srba, a zatim su krenuli da opkole Popovo polje u kojem su srpski seljaci obrađivali zemlju. Tada je polje bilo poplavljeno i jedino je gornji dio polja bio isušen, i taj su dio seljaci obrađivali. Ustaše su ih opkolili sa tri strane dok je sa četvrte bila voda. U tom trenutku u polju se nalazilo nekoliko stotina seljaka. Pošto su shvatili opasnost, dio seljaka se pokušao plivanjem spasiti, a oni koji nisu znali plivati nagonili su krupne životinje u vodu držeći se za njihove repove očajnički pokušavajući da se domognu druge obale. Dio ih se podavio, a veliki broj su ustaše uhapsile i sprovele do osnovne škole u selu Dubljane (oko 200 Srba). Tu su brutalno mučeni, pa odvedeni do jame zvane Ržani do i tu su poubijani, a neki i živi pobacani u jamu. Spasila su se samo dvojica stradalnika, Jovo Kovač iz Veličana i Anđelko Popović iz Drijenja. Oni su bili jedini svjedoci ovih stradanja.
U toku 1992. godine, za vrijeme rata u Bosni i Hercegovini, ovo kraško polje predstavljalo je prvu borbenu liniju na granici sa Hrvatskom. Sva pomenuta sela pretrpjela su znatna razaranja što je bio povod da veliki broj ljudi zauvijek napusti svoje domove. Danas u svim selima zajedno živi oko 300 ljudi.
Oko toka Trebišnjice jasno se raspoznaju tri prirodne cjeline:
- Mokro polje, južno od Trebinja, klinastog oblika površine 18 kvadratnih kilometara i nadmorske visine 275–268 m;
- Trebinjska šuma, kamenita zaravan od Trebinja do Poljica Popovo duga 23 km, prosječne širine 4–8 km i površine oko 115 kvadratnih kilometara. Dio od Dražina Dola do Huma se naziva Šuma, a nizvodnije do Poljica - Lug. Potpuno je bez nanosa, kraške površine, nagrižene mnogobrojnim vrtačama i ponorima. Trebišnjica je usječena u kamenu površinu i do 7–8 m. Nadmorska visina 270–250 m;
- Popovo polje u užem smislu, prostor između Poljica i Hutova. Prekrivaju ga plodni (aluvijalni) nanosi dužine oko 37 km, širine 1–3 km, dakle, površina 68,4 kvadratnih kilometara (Milanović 1983). Nadmorska visina 250–220 m.

## Literatura
- Enciklopedija Jugoslavije (1965), knjiga 6, JLZ, Zagreb; str. 564

## Spoljašnje veze
- Popovo polje - nenaseljeno, a plodno mesto na 10km od mora (B92, 18. septembar 2017)